# The Bronze Bride
The Bronze Bride er en amerikansk stumfilm fra 1917 af Henry MacRae.

## Medvirkende
- Claire McDowell som A-Che-Chee.
- Frank Mayo som Harvey Ogden.
- Edward Clark som William Ogden.
- Charles Hill Mailes som Joe Dubois.
- Eddie Polo som White Feather.